# م ف كزو لونغ
م ف كزو لونغ أو ام شيويه لونغ  (雪龙«التنين الثلجى») هي كاسحة جليد صينية وسفينة أبحاث.
السفينة هي كاسحة جليد من نوع فيتاس بيرينغ بنيت في حوض السفن خيرسون في أوكرانيا واستكملت يوم 25 مارس 1993، شيويه لونغ هي سفينة شقيقة للسفينة الروسية فاسيلي غولوفنين.
ام شيويه لونغ معروفة بسبب وصولها الغير متوقع في عام 1999 في القرية الساحلية الصغيرة الكندية توكتوك ياك توك، في المحيط المتجمد الشمالي.
السلطات الكندية يم تكن قادرة على تتبع السفينة مما أثار جدلا يكفي ان الحادث ما زال يعتبر دليلا على عدم استعداد كندا للدفاع عن سيادتها الشمالية.
بالإضافة إلى طائرة هليكوبتر وسفينة حملت السفينة أيضا غواصة على قاعدة ثابتة ة. قامت السفينة ببعثة ثانية إلى القطب الشمالى من 15 يوليو، 2003 إلى 26 سبتمبر، 2003. وفي الآونة الأخيرة كانت السفينة قد استخدمت في رحلة إلى محطات الصين ضمن جهود الصين الرامية للحفاظ على وجود علمي في انتاركتيكا.

## وصلات خارجية
- قال شيويه لونغ (من القطب الجنوبي هواية جمع الطوابع البريدية على شبكة الإنترنت)
- (بالإنجليزية) سايغا شيويهلونغ (معهد البحوث القطبية في الصين)